# Ivar Arosenius
Ivar Axel Henrik Arosenius, né le 8 octobre 1878 à Göteborg et mort le 2 janvier 1909 à Älvängen, est un peintre, illustrateur et écrivain suédois.

## Biographie
Ivar Arosenius est élève à l’Akademien Valand de Göteborg puis, en 1898, à l'École royale des beaux-arts de Stockholm. Ensuite, il préfère aller à l’École de l'Association des artistes dans l'atelier de Richard Bergh, avant de revenir à l'Akademien Valand. En 1903, il expose à Munich puis à Paris (1903-1904).
Il est l'auteur d'ouvrages pour la jeunesse et son livre illustré le plus connu est Kattresan, Le Voyage du chat, est publié après sa mort, en 1909.
Il meurt des suites d'une hémophilie et est enterré au cimetière Östra kyrkogården à Göteborg.
En 1929 plusieurs de ses toiles sont exposées lors de l'Exposition d'art suédois. Quelques-uns de ses tableaux sont conservés au musée des Beaux-Arts de Göteborg.
À Älvängen, une école, Aroseniusskolan, porte son nom.